# Корнелія Африкана Старша
Корнелія Африкана Старша (*Cornelia Africana Major, 201 до н. е. — д/н) — давньоримська матрона часів Римської республіки.

## Життєпис
Походила з патриціанського роду Корнеліїв сципіонів. Старша донька Публія Корнелія Сципіона Африканського, консула 205 і 194 років до н. е., та Емілії Павли.
Близько 185/184 року до н. е. вийшла заміж за Публія Корнелія Сципіона Назіку Коркула. Мала від нього одного сина Публія Корнелія Сципіона Назіку Серапіона. Достеменно невідомо, коли й за яких обставин померла.